# 儀賓府
儀賓府（ウィビンブ）は、李氏朝鮮における王族の娘婿（駙馬）が所属する府である。もとは宗親府、忠勲府に所属していた。職務はない。正一品衙門。

## 沿革
- 1392年〜1398年（太祖?年） - 宗親府に機能を設置。
- 1417年（太宗17年） - 忠勲府に機能を移行。
- 1418年（世宗元年） - 再び宗親府に機能を戻す。
- 1444年（世宗26年） - 宗親府から機能を独立させ、駙馬府とする。
- 1450年（文宗元年） - 駙馬の称号を君から尉と命名する。
- 1464年（世祖10年） - 駙馬府を廃止。
- 1466年（世祖12年） - 儀賓府として設置。
- 1894年（高宗31年） - 宗親府の隷属となる。

## 構成
- 李朝初期

| 官位   | 官職 | 定数 | 備考                     |
| ------ | ---- | ---- | ------------------------ |
| 正一品 | 尉   | なし | 公主の駙馬の最高位       |
| 従一品 | 尉   | なし | 公主の駙馬に最初に与える |
| 正二品 | 尉   | なし | 翁主の駙馬の最高位       |
| 従二品 | 尉   | なし | 翁主の駙馬に最初に与える |
| 正三品 | 副尉 | なし | 郡主の駙馬に最初に与える |
| 従三品 | 僉尉 | なし | 県主の駙馬に最初に与える |
| 従四品 | 経歴 | 一人 | 後に廃止                 |
| 従五品 | 都事 | 一人 |                          |